# Jack Bauer (ciclista)
Hans Jacob Bauer, detto Jack (Takaka, 7 aprile 1985), è un ciclista su strada neozelandese, è uno specialista delle cronometro, ed è professionista dal 2010.

## Carriera
Bauer si mise in luce nel 2009, aggiudicandosi una tappa del Tour of Southland seguita, l'anno successivo, dal successo nei campionati neozelandesi in linea, vinti davanti ad Hayden Roulston e Julian Dean. Grazie a questi risultati, riuscì a concludere al quarto posto della classifica individuale dell'UCI Oceania Tour 2010. Partecipò in autunno alla prova a cronometro Elite dei campionati del mondo di Melbourne, chiudendo 23º.
Nel 2011, sempre tra le file del team britannico Endura Racing, vinse una tappa al Tour of Utah; prese inoltre parte ai campionati del mondo, gareggiando sia in linea che a cronometro. Nel 2012 passò al team statunitense Garmin-Barracuda. Prese parte al Tour Down Under, in cui terminò undicesimo nella classifica generale. 
Negli anni successivi si impose nel prologo dell'Herald Sun Tour nel 2014, una tappa del Tour of Britain nel 2016 e i campionati nazionali a cronometro nel 2017.

## Palmarès
- 2009 (dilettanti)

2ª tappa Tour of Southland (Invercargill > Bluff)
- 2010 (Endura Racing, due vittorie)

Campionati neozelandesi, Prova in linea
5ª tappa Tour of Wellington (Wellington)
- 2011 (Endura Racing, una vittoria)

2ª tappa Tour of Utah (Lehi > Provo)
- 2013 (Garmin-Sharp, una vittoria)

Japan Cup Cycle Road Race
- 2014 (Garmin-Sharp, una vittoria)

Prologo Herald Sun Tour (Melbourne, cronometro)
- 2016 (Cannondale, una vittoria)

5ª tappa Tour of Britain (Aberdare > Bath)
- 2017 (Quick Step, una vittoria)

Campionati neozelandesi, Prova a cronometro

### Altri successi
- 2009 (Under-23)

Critérium Knesselare
Critérium Armstrong Festival of Cycling
- 2010 (Endura Racing)

3ª tappa The Tour Doon Hame (Dumfries)
- 2012 (Team Garmin-Barracuda)

2ª tappa Tour of Qatar (Lusail, cronosquadre)
4ª tappa Giro d'Italia (Verona, cronosquadre)
- 2016 (Cannondale)

1ª tappa Giro della Repubblica Ceca (Frýdek-Místek, cronosquadre)
- 2018 (Mitchelton-Scott)

2ª tappa Hammer Sportzone Limburg (Sittard-Geleen, cronosquadre)
3ª tappa Hammer Sportzone Limburg (Sittard-Geleen, cronosquadre)
- 2020 (Cannondale)

1ª tappa Giro della Repubblica Ceca (Uničov, cronosquadre)

## Piazzamenti

### Grandi Giri
- Giro d'Italia

2012: 114º
2019: 95º
- Tour de France

2013: ritirato (19ª tappa)
2014: 137º
2015: ritirato (5ª tappa)
2017: 105º
2018: 121º
2020: 83º
2022: 121º

### Classiche monumento
- Milano-Sanremo

2013: 92º
2014: 55º
2015: 108º
2017: 162º
- Giro delle Fiandre

2012: 64º
2013: 83º
2014: 81º
2015: 56º
2016: ritirato
2018: ritirato
2019: 75º
2020: 69º
2021: 82º
2023: ritirato
- Parigi-Roubaix

2012: fuori tempo
2013: 70º
2014: 105º
2015: 77º
2016: 70º
2018: 97º
2019: ritirato
2021: 66º
2022: 86º
2023: 115º
- Liegi-Bastogne-Liegi

2022: 117º

### Competizioni mondiali
- Campionati del mondo

Melbourne 2010 - Cronometro Elite: 23º
Copenaghen 2011 - Cronometro Elite: 19º
Copenaghen 2011 - In linea Elite: 121º
Limburgo 2012 - Cronosquadre: 10º
Toscana 2013 - In linea Elite: ritirato
Ponferrada 2014 - Cronosquadre: 10º
Ponferrada 2014 - In linea Elite: 86º
Doha 2016 - Cronometro Elite: 27º
Doha 2016 - In linea Elite: ritirato
Bergen 2017 - Cronosquadre: 4º
Bergen 2017 - In linea Elite: ritirato
Innsbruck 2018 - Cronosquadre: 5º
Yorkshire 2019 - In linea Elite: ritirato
Fiandre 2021 - In linea Elite: ritirato
- Giochi olimpici

Londra 2012 - In linea: 10º
Londra 2012 - Cronometro: 19º